# Ponte do Gard
A ponte do Gard (Pont du Gard em francês) é uma porção de um aqueduto romano situado no sul da França, perto de Remoulins, Uzès e Nîmes. Trata-se de uma ponte construída em três níveis que assegura a continuidade do aqueduto que trazia água de Uzès até Nîmes na travessia do rio Gardon (também chamado rio Gard). Foi provavelmente construída no século I a.C.
A ponte do Gard foi construída pouco antes da era cristã para permitir que o aqueduto de Nîmes (que tem quase 50 km de comprimento) atravessasse o rio Gard. Os arquitectos e engenheiros hidráulicos romanos que a desenharam criaram uma obra-de-arte técnica e artística.

## Características
A ponte tem 49 m de altura, e 275 m de comprimento. A distribuição dos arcos é feita da seguinte forma:
- nível inferior: 7 arcos, 142 m de comprimento, 6 m de espessura, 22 m de altura
- nível médio: 11 arcos, 242 m de comprimento, 4 m de espessura, 20 m de altura
- nível superior: 35 arcos, 275 m de comprimento, 3 m de espessura, 7 m de altura

No nível inferior suporta uma estrada e no topo do nível superior uma conduta de água, com 1,8 metros de altura e 1,2 m de largura, com gradiente de 0,4%.